# جکی لیو
、
جکی لیو  منتقد معروف غذا، مقاله نویس غذا، نویسنده و تهیه‌کننده است. او همچنین اولین فردی بود که در مالزی به عنوان غذاشناس شناخته شد.

## مشاغل
جکی لیو متولد مالزی است، خانه اجدادی وی گوانگدونگ چین است. از سال ۱۹۹۶، او کار خود را به عنوان روزنامه‌نگار و ستون نویس در مجلات سفرها و بررسی آشپزی آغاز کرد. او در سال ۲۰۰۲ مدرس کالج کشاورزی بود. در سال ۲۰۰۶، او هماهنگ‌کننده تجارت ملی در مطبوعات نانیانگ بود.

## جوایز
در سال ۲۰۰۸، جایزه تعالی خدمات اجتماعی P.M.C از دهمین یانگ دی پرتوان آگونگ مالزی را دریافت کردو شناخته شد. او همچنین دریافت نشان جهانی غذاشناسی از فرانسه را دریافت کرد. در سال ۲۰۱۱، وی جایزه مقاله عالی را در سمپوزیوم بین‌المللی چین دریافت کرد.

## آثار کتاب
در کتاب خود Truly Nyonya Malacca (2010، ناشر: Seashore Sdn. Bhd) او اولین فردی است که مفهوم غذاهای نانیانگ را که شامل «تأثیر غذای مالزی توسط مجمع الجزایر مالایی» است معرفی کرد و غذاهای مالزی را به ۳ طبقه اجتماعی تقسیم می‌کند که عبارتند از: ۱. غذاهای کینگ و نجیب، ۲. غذاهای میراث ملی؛ ۳. غذاهای ۵ گروه قومی اصلی.